# پیوند فرهنگی (کتاب)
کتاب «پیوند فرهنگی: چگونه مهاجران اقتصادهای هدفشان را بسیار شبیه به اقتصادهایی که ترک کرده اند، می سازند» کتابی نوشته گرت جونز است که در سال 2022 توسط انتشارات دانشگاه استنفورد منتشر شد☃☃. یک تحلیل جدید و تحریک آمیز از اثرات دراز مدت مهاجرت بر اقتصاد و فرهنگ یک کشور. در طول دو دهه گذشته، زمانی که اقتصاددانان شروع به استفاده از مجموعه داده های بزرگ و قوی برای آشکار کردن منابع رفاه ملی کردند، نتایج آماری آن ها قدرت فرهنگ در هدایت ثروت ملت ها را مشخص می کرد. در کتاب پیوند فرهنگی، گرت جونز مبانی فرهنگی تفاوت‌های درآمدی بین کشورها را مستند می‌کند و نشان می‌دهد که مهاجران نگرش‌های فرهنگیشان را با خود از سرزمین‌هایشان می آورند (در مورد پس‌انداز، نسبت به اعتماد و نسبت به نقش دولت) که برای دهه‌ها و احتمالاً برای قرن‌ها ادامه خواهد داشت. 
جونز بیان می کند که جذب کامل در یک یا دو نسل ابتدایی مهاجران، یک افسانه است و ویژگی‌های فرهنگی که مهاجران به خانه‌های جدید خود می‌آورند، تأثیرات پایداری بر پتانسیل اقتصادی کشور جدید دارند. این کتاب که بر اساس تحقیقات آکادمیک به خوبی بررسی شده است، به شکل قانع کننده ای این نگرش که نهادهای اقتصادی و سیاسی یک کشور با مهاجرت تغییر نخواهند کرد را رد می کند. او این دیدگاه رایج که ما می توانیم سیاست مهاجرت را بدون توجه به اینکه آیا مهاجرت طی چند نسل می تواند اساساً نهادهای اقتصادی و سیاسی یک ملت را دگرگون کند بپذیریم، را رد می کند.
جونز چنین نتیجه‌گیری می‌کند: از آنجایی که بیشتر نوآوری‌های فن‌آوری جهان فقط از چند کشور محدود می‌آیند، کل جهان در این که آیا سیاست حامی مهاجرت به کیفیت دولت و در نتیجه کیفیت پیشرفت‌های علمی در آن نیروگاه‌های نادر نوآوری کمک می‌کند یا آسیب می‌زند، سهم دارند.